# یک دهه زیرزمینی
یک دهه زیرزمینی (انگلیسی: A Decade Underground) یک آلبوم گردآوری‌شده از گروه راک آمریکایی لینکین پارک است که به صورت سی‌دی و دانلود دیجیتال توسط لینکین پارک زیرزمین منتشر شد.